# Patinaj artistic la Jocurile Olimpice de iarnă din 1924 - Individual masculin
Proba de patinaj artistic individual masculin de la Jocurile Olimpice de iarnă din 1924 de la Chamonix, Franța a avut loc în perioada 29-30 ianuarie 1924. Au concurat 11 patinatori din 9 țări.

## Rezultate
| Loc | Nume             | Țară                       | PO | PL | Total puncte | Locuri |
| --- | ---------------- | -------------------------- | -- | -- | ------------ | ------ |
| 1   | Gillis Grafström | Suedia                     | 1  | 2  | 367,89       | 10     |
| 2   | Willy Böckl      | Austria                    | 2  | 1  | 359,82       | 13     |
| 3   | Georges Gautschi | Elveția                    | 3  | 4  | 319,07       | 23     |
| 4   | Josef Slíva      | Cehoslovacia               | 5  | 3  | 310,77       | 28     |
| 5   | John Page        | Marea Britanie             | 6  | 5  | 295,36       | 36     |
| 6   | Nathaniel Niles  | Statele Unite ale Americii | 4  | 9  | 274,47       | 46     |
| 7   | Melville Rogers  | Canada                     | 7  | 8  | 269,82       | 51     |
| 8   | Pierre Brunet    | Franța                     | 9  | 6  | 268,61       | 54     |
| 9   | Freddy Mésot     | Belgia                     | 8  | 7  | 266,18       | 54     |
| 10  | Herbert Clarke   | Marea Britanie             | 10 | 11 | 219,75       | 70     |
| 11  | André Malinet    | Franța                     | 11 | 10 | 202,46       | 77     |

Arbitru:
- Alexander von Szabo de Bucs

Judecători:
- Francis Pigueron
- Louis Magnus
- Hynek Kott
- J.G. Künzli
- Herbert Yglesias
- Josef Fellner
- Ernst Herz